# Bouy-sur-Orvin

Bouy-sur-Orvin este o comună în departamentul Aube din nord-estul Franței. În 1 ianuarie 2022 avea o populație de 54 de locuitori.